# Майдан (Тернопольская область)
Майдан (укр. Майдан) — село в Копычинецкой городской общине Чортковского района Тернопольской области Украины.
До 2020 года входило в Гусятинский район.
Код КОАТУУ — 6121684001. Население по переписи 2001 года составляло 310 человек.

## Географическое положение
Село Майдан находится в 2,5 км от левого берега реки Серет,
на расстоянии в 1,5 км от села Тудоров.

## История
- 1584 год — дата основания.

## Объекты социальной сферы
- Школа I ст.
- Клуб.